# تامارا نوساوا
تامارا نوساوا (روسی: Тамара Макаровна Носова؛ ۲۱ نوامبر ۱۹۲۷ – ۲۵ مارس ۲۰۰۷) بازیگر اهل اتحاد جماهیر شوروی سوسیالیستی بود.
وی همچنین برندهٔ جوایزی همچون هنرمند مردمی روسیه شده‌است.